# Менший брат (оповідання)
«Менший брат» (англ. Kid Brother) — науково-фантастичне оповідання американського письменника Айзека Азімова, опубліковане в грудні 1990 року журналом «Science Fiction Magazine». Оповідання ввійшло в збірку «Золото» (1995).

## Сюжет
Сімейна пара, через жорсткий контроль чисельності населення, не отримала дозволу на другу дитину і, щоб їхньому сину Чарлі було з ким дружити, купила робота «молодшого брата». Чарлі часто зганяв злість на «молодшому братові», який, підкоряючись «Трьом законам робототехніки», не міг завдати йому шкоди. Батько не вважав «молодшого брата» за сина і дуже любив Чарлі, а материним улюбленцем за кращі людські якості був саме «молодший брат». І коли вдома сталась пожежа і матері прийшлось вибирати, вона витягнула з вогню саме «молодшого брата».